# Blaas of Glory
Blaas of Glory is een Nederlandse akoestische parodie-coverband die is ontstaan toen de reguliere band Blaze of Glory ermee stopte in 2007. De band covert vooral oude hardrocknummers, zoals Livin' on a Prayer en The Final Countdown, The boys are back in town,  maar speelt deze met fanfareachtige elementen. De band wordt dan ook wel een "heavy metal marching band" of "hardrockfanfare" genoemd.
In 2009 verzorgde de band het voorprogramma van Metallica tijdens de Sonisphere-festivalreeks met optredens in Nijmegen (Goffertpark), Knebworth, Pori en Barcelona. Deze serie optredens leidde tot de nodige publiciteit in met name de landelijke media. In hetzelfde jaar won Blaas of Glory het straattheaterfestival De Gouden Pet. Ook trad de band op tijdens het jaarlijkse Slotconcert van Rowwen Hèze en in de Top 2000 à Go-Go op oudjaarsavond op Nederland 3.
In 2010 volgden optredens op festivals als Paaspop, het Bevrijdingsfestival Fryslân en Bospop, en in 2011 traden ze op op Pinkpop en verzorgden ze in de Gelredome het voorprogramma van Iron Maiden.
Op 10 juni 2012 gaf Blaas of Glory onder begeleiding van zo'n 50 muzikanten van de Marching and Cycling Band HHK en Damiate Band een bijzonder gezamenlijk optreden tijdens de Haarlemse Mars der Muzikanten op de Grote Markt in Haarlem.
In augustus 2012 trad Blaas of Glory op op het Sziget Festival te Boedapest in Hongarije.
Nu spelen ze ook vaak op Wacken open air.

## Discografie

### Albums
| Album met eventuele hitnotering(en) in de Nederlandse Album Top 100 | Datum van verschijnen | Datum van binnenkomst | Hoogste positie | Aantal weken | Opmerkingen  |
| ------------------------------------------------------------------- | --------------------- | --------------------- | --------------- | ------------ | ------------ |
| Read 'em and weep                                                   | 05-2009               | -                     |                 |              | Eigen beheer |
| Highway to hell                                                     | 01-2011               | 29-01-2011            | 89              | 1            |              |
| Blaas of Glory Live                                                 | 05-2017               | 20-05-2017            | 89              | 1            |              |